# Озбей, Мерве
Мерве Озбей (тур. Merve Özbey, р. 18 июля 1988, Стамбул) — турецкая певица.

## Биография
Родилась 18 июля 1988 года в Стамбуле. Её родители родом из Эрзурума. Изучала турецкую классическую музыку в Стамбульском техническом университете. Карьера Мерве началась когда на неё обратила внимание Эбру Гюндеш. Эбру попросила Мерве исполнить несколько песен, после чего сделала её своим бэк-вокалистом. Помимо Гюндеш, Мерве также была бэк-вокалисткой у Демет Акалын, Бенгю, Озджана Дениза, Фермана Топрака, Утку и Яшара Ипека. Когда Мерве в качестве вокалистки принимала участие в работе над новым альбомом Демет Акалын, она познакомилась с Эрдемом Кынаем. Кынай сказал Мерве, что работает над новым альбомом и попросил её помочь ему. В 2012 году Кынай выпустил альбом «Proje», который включал в себя песню «Duman», записанную вместе с Мерве. Эта песня стала хитом и принесла Мерве известность. В 2013 году Кынай выпустил альбом «Proje 2», который включал в себя записанную с Мерве песню «Helal Ettim». Записав несколько песен с Кынаем, Мерве решила выпустить свой первый собственный альбом.
В июле 2015 года Мерве выпустила свой первый альбом «Yaş Hikayesi». Слова к заглавному синглу были написаны Дениз Эртен, музыка — Эрдемом Кынаем. Песня «Yaş Hikayesi» заняла первую строчку в чарте «Türkçe Top 20». В 2018 году Мерве вошла в список артистов, которые вошли в трибьют-альбомы Йылдыз Тильбе и Ахмета Сельчука Илкана. Мерве исполнила для этих альбомов песни «Vuracak» и «Hani Bizim Sevdamız». В мае 2019 года Мерве выпустила свой второй альбом «Devran», который представлял собой поп-альбом с элементами арабеска и соула.

### Личная жизнь
В 2020 году вышла замуж за Кенана Кочака.